# 黃泥頭公共運輸交匯處
黃泥頭公共運輸交匯處（英文：Wong Nai Tau Public Transport Interchange）是香港新界沙田區小瀝源的公共運輸交匯處，鄰近黃泥頭及康林苑，在1986年8月8日刊憲落成，但至1987年才正式運作，交匯處是7條巴士路線的總站。

## 歷史
- 1987年12月15日：新界區專線小巴65K線由小瀝源遷往此總站。
- 1989年6月9日：九龍巴士83K線投入服務。
- 1989年7月1日：九龍巴士86線由小瀝源巴士總站（遺址於牛皮沙街現今香港恒生大學附近的B座康樂活動中心外）遷往此總站。
- 1990年9月1日：九巴83K線增設早上特快班次，不經沙田第一城及富豪花園一帶。
- 1991年3月1日：九巴83K線特快班次增設下午繁忙時間服務。
- 1996年4月29日：九巴83K線特快班次更名為83S線。
- 1997年：新界區專線小巴65A線投入服務。
- 1997年：專線小巴65K線通宵班次更名為65S線。
- 1999年9月25日：配合九龍巴士281A線投入服務，九龍巴士83X線由廣源巴士總站遷到此總站，而九龍巴士89D線改為在83X線服務時間外繞經黃泥頭巴士總站。
- 2008年8月16日：龍運巴士A41線早上特別班次投入服務，袛於早上開出三班。
- 2010年11月6日：九龍巴士82K線的巴士總站由火炭鐵路站遷到此總站[2]。
- 2014年12月15日：九龍巴士240X線投入服務[3]。
- 2017年8月19日：83X線提升至每天全天服務：除了星期一至五早上繁忙時間外維持以黃泥頭為總站，其餘時間所有班次延長至水泉澳，而來回程維持繞經廣源邨及黃泥頭，並加密繁忙時段班次。
- 2017年12月9日：89D線所有班次不再繞經廣源邨及黃泥頭，而黃泥頭至馬鞍山一段的服務由新開辦的89S線（黃泥頭至烏溪沙站 (循環線)）取代。
- 2023年12月3日：82K線小瀝源端總站遷回圓洲角，龍運巴士A41線早上特別班次取消服務，龍運巴士A42線投入服務。

## 總站路線資料（巴士）

### 九龍巴士83K線
- 黃泥頭 ↺ 沙田市中心

1989年6月9日投入服務，來往黃泥頭和沙田市中心，以循環線形式運作。

### 九龍巴士83P線
- 黃泥頭 → 禾輋

### 九龍巴士83S線
- 黃泥頭 ↔ 沙田市中心

1990年9月1日，本線投入服務，早上繁忙時間增設來往黃泥頭與沙田市中心的特別班次。

### 九龍巴士83X線（平日早繁班次）
- 黃泥頭 ↔ 觀塘碼頭

1991年6月29日，83X線開辦，當時來往廣源邨及觀塘碼頭，成為首條來往兩地的公共交通路線。星期一至五早上繁忙時間班次以黃泥頭為總站，不設來往水泉澳服務。

### 九龍巴士86線
- 黃泥頭 ↔ 美孚

1979年12月10日86線開辦，當時來往禾輋及長沙灣，經大埔公路金山段。（現時延長至黃泥頭至美孚，來回程並改經獅子山隧道及龍翔道而不再途經大埔公路金山段。）

### 九龍巴士240X線
- 沙田（黃泥頭） ↔ 葵興站

於2014年12月15日投入服務，途經廣源邨、小瀝源（牛皮沙街）、沙田第一城、沙田圍、香港文化博物館、青沙公路（尖山隧道及沙田嶺隧道）、碧海藍天、港鐵荔枝角站、港鐵美孚站、葵涌道及葵芳，只於平日繁忙時間提供服務。

### 九龍巴士N283線
- 尖沙咀東（麼地道） → 沙田（黃泥頭）

2017年2月14日本線投入服務，由尖沙咀東（麼地道）單向開往沙田(黃泥頭)，取道青沙公路直達沙田區，駛經美林邨、香港文化博物館、博康邨、水泉澳邨、沙田第一城、小瀝源及廣源邨。

### 九龍巴士R283線
- 沙田（黃泥頭）→ 尖沙咀（麼地道）

### 龍運巴士A42線
- 沙田（黃泥頭） ↔ 機場（地面運輸中心）

於2023年12月3日投入服務，途經水泉澳邨、沙田圍、新田圍邨、顯田、青沙公路、昂船洲大橋、青嶼幹線、港珠澳大橋香港口岸及一號客運大樓。

## 總站路線資料（專線小巴）

### 新界區專線小巴65A線
- 黃泥頭 ↔ 沙田市中心

1997年路線投入服務，由順威實業有限公司營運的一條香港小巴線，行走黃泥頭及沙田市中心。

### 新界區專線小巴65K線
- 黃泥頭 ↔ 火炭站

1984年8月13日投入服務，行走黃泥頭及火炭站。

### 新界區專線小巴65M線
- 黃泥頭 ↔ 石門站

### 新界區專線小巴65S線
- 黃泥頭 ↔ 旺角（弼街）

1986年6月15日投入服務，行走黃泥頭及旺角(弼街)之間，為廣源邨、小瀝源及圓洲角區的居民提供來往旺角的通宵服務。

### 新界區專線小巴806A線
- 黃泥頭 ↔ 運頭塘

2020年3月1日投入服務，行走黃泥頭及運頭塘邨，經沙田第一城、科學園、白石角、廣福。

## 途經路線資料（巴士）

### 九龍巴士83X線
- 沙田（水泉澳） ↔ 觀塘碼頭

1991年6月29日，83X線開辦，來往廣源邨及觀塘碼頭，成為首條來往兩地的公共交通路線。

### 九龍巴士89S線
- 水泉澳 ↔ 烏溪沙站

2017年12月9日開辦，來往水泉澳及烏溪沙站，途經圓洲角、小瀝源、亞公角街、耀安邨、馬鞍山市中心、錦英路及落禾沙。星期一至五早上班次不經圓洲角及落禾沙，不設回程服務。

### 九龍巴士90線
- 將軍澳（彩明） ↔ 碩門邨

2022年10月3日投入服務，途經尚德邨、將軍澳市中心、將軍澳隧道、觀塘繞道、大老山隧道、廣源邨、愉翠苑及沙田第一城，本線只於星期一至五繁忙時間提供服務。

### 過海隧道巴士980A線
- 碩門邨 → 灣仔（菲林明道）

2018年1月2日980A線投入服務，由九巴及新巴聯合經營的過海隧道巴士路線，由沙田（碩門邨）單向開往灣仔（菲林明道）。

### 龍運巴士NA41線
- 沙田（水泉澳） ↔ 港珠澳大橋香港口岸（經機場客運大樓）

2016年12月17日，NA41線投入服務；方便在機場工作的城門河東部及大圍居民。

## 過往路線資料（巴士）

### 九龍巴士82K線
- 美田 ↔ 黃泥頭

2023年12月3日，82K線遷回圓洲角，大圍總站由美林延長至美田邨公共運輸交匯處。

## 車坑分佈
| 車坑分佈（以入口最左邊起計） | 車坑分佈（以入口最左邊起計） | 車坑分佈（以入口最左邊起計）                                               |
| 車坑編號                     | 車坑數目                     | 路線                                                                       |
| ---------------------------- | ---------------------------- | -------------------------------------------------------------------------- |
| 1a                           | 公眾車道                     | 九巴83X（往水泉澳）、89S（往水泉澳）、90線（往碩門邨）、隧巴980A線         |
| 1b                           | 東面                         | 九巴83X（往觀塘碼頭）、89S（往烏溪沙站）、90（往將軍澳）、N283線（落客站） |
| 1c                           | 西面                         | 小巴806A線                                                                 |
| 2                            | 雙坑                         | 九巴86、240X線                                                             |
| 3                            | 雙坑                         | 龍運A42、NA41線                                                            |
| 4                            | 雙坑                         | 九巴83K、83P、83S線                                                        |
| 5                            | 單坑                         | 小巴65A、65S線                                                             |
| 6                            | 單坑                         | 小巴65K、65M線                                                             |

## 外部連結
- 九巴 （页面存档备份，存于）
- 龍運巴士 （页面存档备份，存于）